# Qatars riksvapen
Qatars riksvapen antogs 1978. På riksvapnet ser man överst landets namn. Två kroksablar och en palm ingår också liksom den typiska båten för området (dhow) - en symbol för fisket, en viktig näringsgren.